# Аеліта (фільм)
«Аеліта» (рос. «Аэлита») — російський радянський класичний німий художній фільм 1924 року режисера Якова Протазанова. Вільна екранізація однойменного фантастичного роману Олексія Миколайовича Толстого.

## Сюжет
Дія фільму починається в грудні 1921 року у Петрограді, незабаром після закінчення Громадянської війни і початку НЕПу. Країна лежить у розрусі, міста повні голодуючими людьми.
Інженери Лось і Спиридонов (обох грає Микола Церетелі) отримують таємничий радіосигнал «АНТА… ОДЕЛІ… УТА …» і пробують розгадати його зміст. Розіграна уява Лося малює йому картини марсіанської цивілізації.
«Керівник енергією» Марса Гор (Юрій Завадський) винаходить машину, що дозволяє спостерігати за життям землян. Правитель Тускуб (Костянтин Еггерт) забороняє йому кому б то не було повідомляти про це. Але королева Марса Аеліта (Юлія Солнцева) дізнається про машину і просить Гора показати їй Землю. У числі інших картин вона бачить Лося, який цілується зі своєю дружиною Наташею. Аеліта хоче більше дізнатися про життя землян, а головне — краще його відчути. Хоча Аеліта — королева, вона лише «царює», насправді править Марсом рада «Старших» на чолі з Тускубом. Робочі Марса знаходяться на положенні рабів, непотрібну робочу силу складують у холодильниках і при необхідності розморожують.
Дружина Лося Наташа (Валентина Куїнджі) працює в евакопункті на одному з вокзалів Москви. Через її евакопункт проходить поранений на фронті червоноармієць Гусєв (Микола Баталов) і приїжджі з провінції шахрай Ерліх (Павло Поль) з дружиною Оленою, яку він видає за свою сестру. Гусєв відправляється у госпіталь, Ерліхи зупиняються біля Спиридонова, першого чоловіка Олени Ерліх. Олена кокетує зі Спірідоновим, виманюючи його заощадження, а Ерліх швидко отримує роботу товарознавця на складі. Його підселюють у квартиру до інженера Лося і Ерліх відразу починає загравати з Наташею. Лось помічає це і починає ревнувати, все більше і більше. Йому здається, що Наташа відповідає Ерліху взаємністю. Одночасно він продовжує працювати над «інтерпланетонефом» — космічним кораблем для міжпланетних подорожей — і марити про Аеліту, яка спостерігає за ним з Марса.
Ерліха починають підозрювати у розтраті, але йому вдається відвести від себе підозри. Тим не менш, крадіжка залишається нерозкритою і розслідування самовільно бере на себе детектив-любитель Кравцов (дебютна роль у кіно Ігоря Ільїнського).
Все більше ревнуючи Наташу до Ерліха, Лось їде у тривале відрядження до Волховбуду. Там він отримує повідомлення від Спиридонова — той вирішив емігрувати з СРСР. Повернувшись до Москви, Лось стає свідком вольностей, які дозволяє Наташа Ерліху, в люті стріляє в неї і тікає. Він гримується під Спірідонова і починає будувати на околиці Москви споруду інтерпланетонефа.
Детевтик Кравцов помічає підозрілого псевдо-Спиридонова і починає стежити за ним. Він підозрює, що Спиридонов незаконно повернувся у СРСР з еміграції і вбив Наталю Лось. Кравцов потрапляє на будівельний майданчик інтерпланетонефа незадовго до старту і намагається заарештувати Лося-Спиридонова, але у нього немає ордера. У цей час до Лося приєднується червоноармієць Гусєв. Перед самим стартом на корабель з ордером на арешт таємно пробирається Кравцов. Коли корабель злітає і прямує до Марса, він пред'являє Спиридонову ордер на його арешт. Однак Спиридонов знімає накладну бороду і виявляється інженером Лосем.
На Марсі помічають, що з Землі стартував космічний снаряд, що прямує у бік їх планети. Тускуб наказує розрахувати місце його посадки і знищити землян. Але Аеліта ламає його плани — за її наказом астронома (Йосип Толчанов), який розрахував місце посадки інтерпланетонефа, вбивають до того, як він повідомить ці дані Тускубу. Аеліта та її служниця Іхонька (Олександра Перегонець) самі зустрічають прибулих на Марс землян. Лось захоплений Аелітою, про яку він так довго мріяв. Раптово вона представляється йому убитою ним Наталією, і він впадає у відчай. Кравцов намагається отримати сприяння місцевих охоронців порядку, але замість цього його заарештовують. Тускуб вимагає, щоб земляни були знайдені і знищені. Гусєв пробирається в робочий квартал і влаштовує там заворушення, які переростають у повстання.
Повстання закінчується успішно, однак Аеліта, всупереч надіям землян, замість звільнення робітничого класу наказує військам стріляти у святкуючих перемогу робітників. Намагаючись зупинити Аеліту, Лось вбиває її… і прокидається. Виявляється, політ на Марс йому тільки наснився. Він бачить рекламний плакат зі словами «АНТА… ОДЕЛІ… УТА…» і розуміє, що таємничий радіосигнал — просто рекламний хід компанії з виробництва автомобільних шин. Лось відправляється додому і знаходить свою дружину живою і здоровою. Ерліха, який намагається втекти з краденими цінностями, заарештовують співробітники карного розшуку.
Лось дістає креслення свого інтерпланетонефа і спалює їх зі словами, що немає чого мріяти про Марс, коли так багато справжніх справ на Землі.

## Історія створення
«Аеліта» була першим фільмом Якова Протазанова після повернення з еміграції. Марсіанські декорації виконані Віктором Симовим у дусі конструктивізму, дизайн костюмів розроблений художниками по костюмах МХАТу Ісааком Рабиновичем і Олександрою Екстер за участю Надії Ламановою. Організатори першої в СРСР експериментальної майстерні з мультиплікації при Державному технікумі кінематографії Микола Ходатаєва, Зенон Комісаренко та Юрій Меркулов пропонували Протазанову ввести в фільм мультиплікаційні епізоди, але режисер на такий експеримент не пішов. У підсумку підготовлені ескізи використані для створення науково-фантастичного мультфільму «Міжпланетна революція» (1924).